# Owcze Turniczki
Die Owcze Turniczki ist ein Berg in der Hohen Tatra mit einer Höhe von 2040 m n.p.m. an der polnisch-slowakischen Grenze.

## Lage und Umgebung
Unterhalb des Gipfels liegen die Täler Dolina Rybiego Potoku im Westen (Polen) und Dolina Białki im Osten (Slowakei).
Der Gipfel liegt oberhalb des Passes Owcza Przełęcz, der einen leichten Übergang zwischen den beiden Tälern ermöglicht und von den Schäfern und Hirten schon seit Jahrhunderten benutzt wurde.

## Etymologie
Der Name Owcze Turniczki lässt sich als Schaftürme oder Schäfertürme übersetzen. Der Name rührt daher, dass an den Hängen der Gipfel eine Schafweide war und die Schäfer die Schafe über den nahe gelegenen Bergpass von einem Tal in das andere getrieben haben.

## Tourismus
Die Owcze Turniczki liegt auf keinem markierten Wanderweg. Er ist jedoch für Kletterer mit einer Genehmigung der Verwaltung eines der Nationalparks zugänglich. Als Ausgangspunkt für eine Besteigung eignen sich die Schutzhütten Schronisko PTTK nad Morskim Okiem und Schronisko PTTK w Dolinie Roztoki.

## Belege
- Zofia Radwańska-Paryska, Witold Henryk Paryski, Wielka encyklopedia tatrzańska, Poronin, Wyd. Górskie, 2004, ISBN 83-7104-009-1.
- Tatry Wysokie słowackie i polskie. Mapa turystyczna 1:25.000, Warszawa, 2005/06, Polkart, ISBN 83-87873-26-8.